# Ernest Manheim
Ernest Manheim (bis 1920 Ernő, dann bis 1934 Ernst, in den USA dann Ernest) (* 27. Januar 1900 in Budapest; † 28. Juli 2002 in Kansas City) war ein aus Ungarn stammender amerikanischer Soziologe, Anthropologe und Komponist.

## Leben
Manheim wurde als jüngeres von zwei Kindern des Kaufmanns József (Joseph) Manheim (1863–1925) und Hermine, geborene Wengraf (1870–1953; später verheiratete Déri) in Budapest geboren. Er wuchs zweisprachig (ungarisch, deutsch) auf. Seit 1909 besuchte er ein Oberrealgymnasium in Budapest, wo er 1917 die Matura ablegte. Danach besuchte er die Militärakademie der Honvéd in Budapest und begann gleichzeitig ein Studium der Chemie an der königlich Technischen Joseph-Hochschule in Budapest. 1918 wurde er im Rang eines Korporals Soldat der österreichisch-ungarischen Armee. Nach dem Ende des Ersten Weltkriegs setzte er sein Studium der Chemie und Mathematik an der Eötvös-Loránd-Universität in Budapest fort, hörte aber auch Vorlesungen zur Philosophie und zur Musik- und Literaturwissenschaft.
1919 trat Manheim er als Freiwilliger in die Armee der ungarischen Räterepublik (März bis Juli 1919) von Béla Kun ein und geriet in Kriegsgefangenschaft. Er flüchtete aus dem rumänischen Lager, konnte sich aber nicht lange in Budapest aufhalten, weil ihm als Anhänger der Räterepublik die Verhaftung drohte. 1920 setzte er sich nach Österreich ab, wo er sein Studium an der Universität Wien fortsetzte (anfangs Chemie und Physik, seit 1921 dann Philosophie und Geschichte).
1923 wechselte er nach Kiel, wo er sein Studium der Philosophie an der dortigen Christian-Albrechts-Universität bis 1925 fortsetzte und daneben auch soziologische Lehrveranstaltungen bei Ferdinand Tönnies besuchte. In Kiel befreundete sich Manheim mit Hans Freyer, der dort Professor für Philosophie war. Als Freyer auf einen Lehrstuhl für Soziologie nach Leipzig berufen wurde, folgte ihm Manheim. Dort setzte er sein Philosophiestudium fort, besuchte aber auch Lehrveranstaltungen zur Volkswirtschaftslehre und Soziologie. 1928 wurde er von Theodor Litt und Hans Freyer promoviert, der Titel seiner Dissertationsschrift lautete: Zur Logik des konkreten Begriffs.
Von 1926 bis 1933 arbeitete Manheim als Assistent ohne Etat bei Freyer an der Universität Leipzig, wo er auch selbst Lehrveranstaltungen anbot. Außerdem war er von 1926 bis 1933 Dozent an der Volkshochschule in Leipzig. 1932 legte Manheim seine Habilitationsschrift über Die Träger der öffentlichen Meinung. Studien zur Soziologie der Öffentlichkeit vor. Diese war bereits von der Fakultät angenommen worden, als Manheim sein Habilitationsansuchen 1933 freiwillig zurückzog. Er hätte nach der NS-Machtübernahme als Jude und Ausländer keine Chance auf eine Habilitierung gehabt. Er reiste mit seiner Familie nach Budapest, wo er die zweite Hälfte des Jahres 1933 verbrachte. Im Dezember 1933 zog er mit seiner Frau nach London um.
In London studierte er ab 1934 Soziologie und Sozialanthropologie an der University of London und der London School of Economics and Political Science, wo er 1937 zum Ph.D. (Anthropologie) promovierte. Hier verfasste er auch ein umfangreiches Manuskript für das Frankfurter Institut für Sozialforschung, das aber verloren ging. 1936 erschien jedoch eine Zusammenfassung unter dem Titel: Beiträge zu einer Geschichte der autoritären Familie.
1937 emigrierte Manheim schließlich in die USA, wo er 1943 amerikanischer Staatsbürger wurde. Er arbeitete anfangs als Assistenzprofessor an der University of Chicago (Illinois), die zum damaligen Zeitpunkt Hochburg der empirischen Sozialforschung war. Seither war die Kombination von philosophisch basierter Theorie-Kompetenz mit Methoden der empirischen Sozialforschung das Besondere an den wissenschaftlichen Arbeiten Manheims. Ab 1940 war er Professor für Soziologie an der Universität von Missouri in Kansas City. 1955/56 war er für ein Jahr Gastprofessor in Graz und Wien, 1960/61 an der Universität Teheran. 1970 hätte er aus Altersgründen in Kansas City emeritiert werden müssen, lehrte jedoch auf einem privat finanzierten Lehrstuhl (Henry Haskell Chair of Sociology) bis 1991. 1928 heiratete Manheim Anna Sophie Witters (1900–1988) aus Osnabrück. Ihr Sohn Frank Tibor Manheim wurde 1930 in Leipzig geboren. 1991 heiratete Manheim die aus Kanada gebürtige US-amerikanische Psychologin Sheelagh Graham Bull (* 1943). Ernest Manheim starb 2002 im Alter von 102 Jahren in Kansas City, Missouri.

## Der Wissenschaftler
Die Jahre in Deutschland bilden die Zeit des Theoretikers Manheim. Naturwissenschaftlich, philosophisch und sozialwissenschaftlich ausgebildet, wechselte er unter dem Einfluss von Hans Freyer von der Philosophie zur Soziologie. Seine Dissertation steht noch in einer starken philosophischen Tradition, ist aber bereits als Beitrag zur Wissenssoziologie zu lesen. Mit der unwirksamen Habilitationsschrift Die Träger der öffentlichen Meinung. Studien zur Soziologie der Öffentlichkeit war ein Pionier der Kommunikationstheorie. Typisch für Manheim und die Leipziger Schule der Soziologie ist die historische Argumentation.
Die Jahre in London bilden die Phase des Anthropologen Manheim. Er erweiterte sein Werk um kulturanthropologischen Studien und sozialpsychologische Ansätze.
Die Jahre in Chicago und Kansas City sind die des Empirikers Ernest Manheim. Er arbeitete und publizierte über die Zusammenhänge zwischen großstädtischer Lebensweise und psychischer Erkrankung, über Jugendprobleme, Verbrechensvorbeugung, Minderheiten und Vorurteile.
In der Praxis engagierte sich Manheim für die Verbesserung von Studienmöglichkeiten für Afroamerikaner an der University of Missouri–Kansas City, Missouri.

## Der Komponist
Manheim war auch Komponist. In Budapest und Wien besuchte er neben seinem wissenschaftlichen Studien die Konservatorien. Etwa 1922 komponierte er sein Quintett für Flöte, Violine, Viola, Cello und Laute. In Leipzig schuf er Chorwerke, auch auf Texte von Martin Luther. In London schuf er Chor- und Liederwerke auf Texte irischer und englischer Dichter. In Kansas City erlebte sein kompositorisches Schaffen den Höhepunkt. Wichtigste Werke sind die Eingangsmusik zum chinesischen Drama Der Kreidekreis (nach der Bearbeitung von Klabund), die Symphony in B Minor, die Rhapsody for four strings und seine Arrangements ungarischer Volkslieder Ritkabúza, ritkaárpa, ritkarózs.

## Ehrungen
- 1973: Thomas Jefferson Award der University of Missouri
- 1997: Verleihung des Österreichischen Ehrenkreuzes für Wissenschaft und Kunst
- 1998: Umbenennung eines Gebäudes der Universität von Kansas City, Missouri in „Ernest Mannheim Hall“
- 2002: Verleihung der Ehrendoktorwürde der Universität Leipzig anlässlich des 100. Geburtstages

## Schriften (Auswahl)
- Zur Logik des konkreten Begriffs. München: C.H. Beck’sche Verlagshandlung 1930, XI, 156 S.
- Die Träger der öffentlichen Meinung. Studien zur Soziologie der Öffentlichkeit, Verlag Rudolf M. Rohrer, Brünn/Prag/Leipzig/Wien 1933.
- Aufklärung und öffentliche Meinung. Studien zur Soziologie der Öffentlichkeit im 18. Jahrhundert. Herausgegeben und eingeleitet von Norbert Schindler, frommann/holzboog, Stuttgart/Bad Cannstatt 1979 (= Kultur und Gesellschaft, neue historische Forschungen. 4.), Neuausgabe.
- Beiträge zu einer Geschichte der autoritären Familie, in: „Studien über Autorität und Familie. Forschungsberichte aus dem Institut für Sozialforschung“, zu Klampen, Lüneburg 1987 (= Institut für Sozialforschung. Schriften. 5.), S. 523–574